# Algéria az 1964. évi nyári olimpiai játékokon
Algéria a japán Tokióban megrendezett 1964. évi nyári olimpiai játékok egyik részt vevő nemzete volt. Az országot az olimpián 1 sportágban 1 sportoló képviselte, aki érmet nem szerzett. Algéria első alkalommal vett részt az olimpiai játékokon.

## Torna
Férfi
| Versenyző       | Versenyszám      | Selejtező | Selejtező | Döntő    | Döntő    |
| Versenyző       | Versenyszám      | Pontszám  | Helyezés  | Pontszám | Helyezés |
| --------------- | ---------------- | --------- | --------- | -------- | -------- |
| Mohamed Lazhari | Talaj            | 17,40     | 99.       | kiesett  | kiesett  |
| Mohamed Lazhari | Ugrás            | 18,65     | 77.       | kiesett  | kiesett  |
| Mohamed Lazhari | Korlát           | 18,20     | 79.       | kiesett  | kiesett  |
| Mohamed Lazhari | Nyújtó           | 16,70     | 111.      | kiesett  | kiesett  |
| Mohamed Lazhari | Gyűrű            | 18,00     | 60.       | kiesett  | kiesett  |
| Mohamed Lazhari | Lólengés         | 18,00     | 72.       | kiesett  | kiesett  |
| Mohamed Lazhari | Egyéni összetett |           |           | 106,95   | 91.      |